# Cryptandra pumila
Cryptandra pumila är en brakvedsväxtart som först beskrevs av F. Müll., och fick sitt nu gällande namn av F. Müll.. Cryptandra pumila ingår i släktet Cryptandra och familjen brakvedsväxter. Inga underarter finns listade i Catalogue of Life.